# Myristica yunnanensis
Myristica yunnanensis är en tvåhjärtbladig växtart som beskrevs av Y. H. Li. Myristica yunnanensis ingår i släktet Myristica och familjen Myristicaceae. Inga underarter finns listade i Catalogue of Life.